# 米田勲
米田 勲（よねた いさお、1914年（大正3年）3月28日 - 1965年（昭和40年）7月15日）は、昭和期の教育者、労働運動家、政治家。参議院議員（1期）。

## 経歴
北海道出身。1933年（昭和8年）札幌師範学校を卒業した。
北海道空知郡栗沢南小学校、三笠幾春別国民学校、由仁小学校、三笠中央中学校で教員として勤務。
戦後、北海道教職員組合（北教組）本部役員として専従。1953年（昭和28年）から北教組中央執行委員長となり3期在任。その他、全北海道労働組合協議会議長（2期）、道炭労準政治局員を務め、1956年（昭和31年）10月から日本社会党北海道支部連組織部長として常務専任となる。1955年（昭和30年）9月、北教組中央執行委員長として小、中学校における教科書関係事件に関し衆議院行政監察特別委員会に証人喚問された。
1956年（昭和31年）7月、第4回参議院議員通常選挙で北海道地方区から社会党公認で出馬して落選。1959年（昭和34年）6月、第5回通常選挙に出馬して当選し、参議院議員に1期在任した。この間、北海道開発審議会委員、社会党選挙対策事務局長、同顧問などを務めた。
1965年（昭和40年）7月15日死去、51歳。死没日をもって勲三等旭日中綬章追贈、正五位に叙される。